# قله میدگارد
قله میدگارد (به انگلیسی: Midgard Peak) یک کوه در کانادا است که در بریتیش کلمبیا واقع شده‌است. قله میدگارد ۲٬۸۰۷ متر بالاتر از سطح دریا واقع شده‌است.